# Ching Ling Foo Outdone
Ching Ling Foo Outdone je americký němý film z roku 1900. Režisérem je Edwin S. Porter (1870–1941). Film trvá zhruba jednu minutu a byl vydán společností Edison Manufacturing Company v únoru 1900.
Hlavním hrdinou filmu je americký kouzelník William Ellsworth Robinson, který se narodil v New Yorku kolem roku 1864 skotským přistěhovalcům a vystupoval v divadlech pod uměleckým jménem Chung Ling Soo. Kouzelné triky ve filmu byly provedeny díky tzv. stop triku, speciálnímu filmovému efektu hojně používanému na přelomu 19. a 20. století.

## Děj
Kouzelník zakryje prázdné místo svým pláštěm. Po odkrytí je na místě vana plná vody, kterou přikryje pláštěm. Po odkrytí jsou ve vaně tři husy, které vyndá. Když naposledy přikryje vanu, objeví se místo ní dítě.